# Яс-Надькун-Сольнок
Яс-На́дькун-Со́льнок (угор. Jász-Nagykun-Szolnok, Ясько-Великокумансько-Сольноцький комітат) — медьє в центральній Угорщині. Межує з медьє Пешт, Гевеш, Боршод-Абауй-Земплен, Бач-Кишкун, Чонґрад і Бекеш. Адміністративний центр — Сольнок.

## Герб

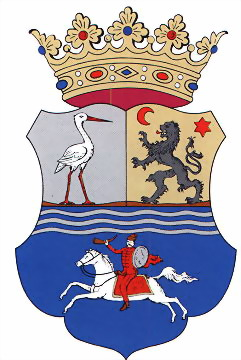
Яс-Надькун-Сольнок
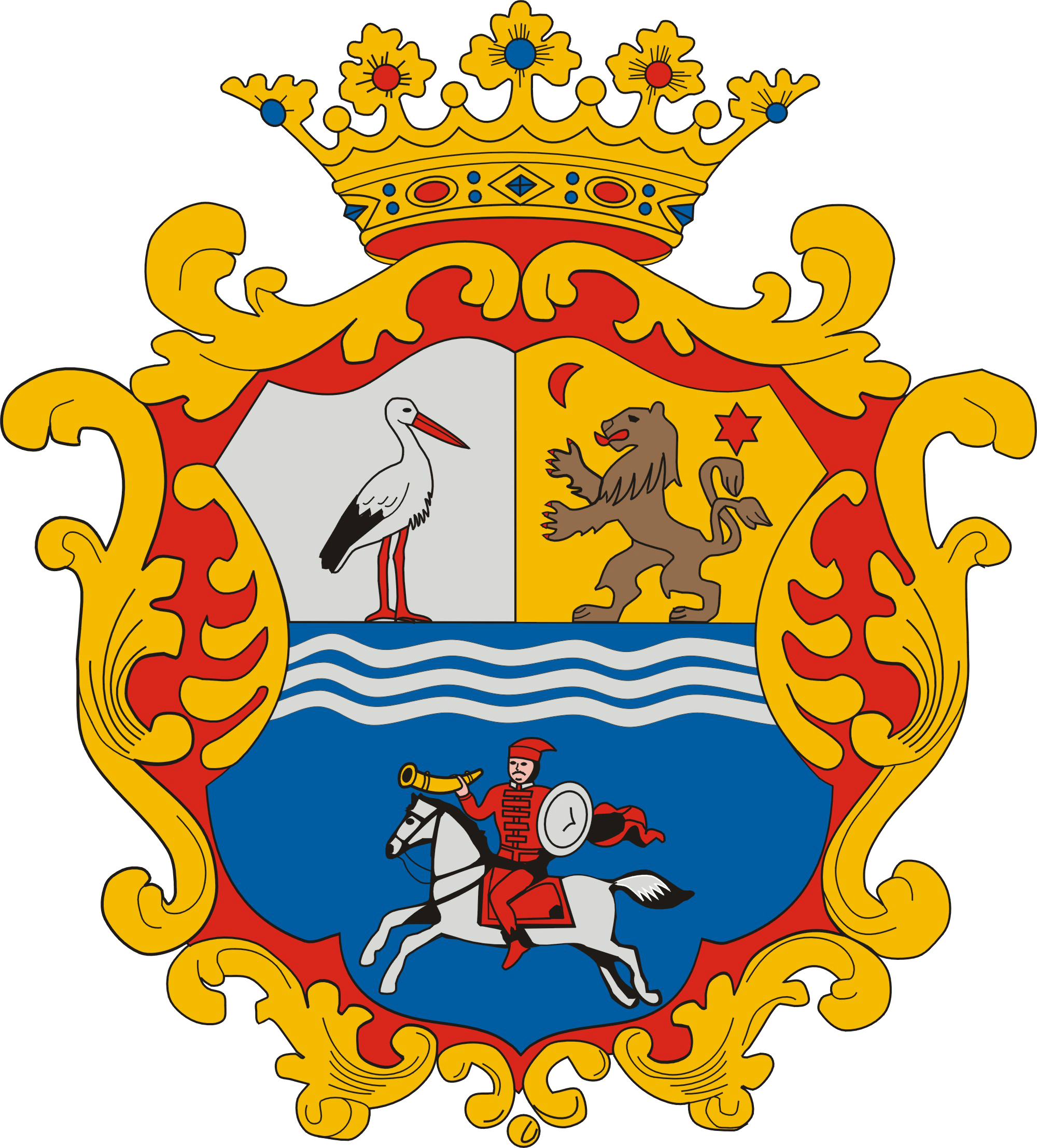
Яс-Надькун-Сольнок
Яс-Надькун-Сольнок